# Parnasszosz
A Parnasszosz-hegy (latin Parnassus, ma Liakura) Közép-Görögország hatalmas, kréta kori mészkőhegysége, amely a Korintoszi-öböl északi partvidékén, elbűvölő, olajfaligetekkel tarkított táj kellős közepén emelkedik. Az archaikus Görögországban a Parnasszosz, Apollón szent hegye, és a „Kasztaliai-nimfák”, azaz a múzsák lakhelye volt. A hegy lábánál fekszik Delphoi, amelynek híres jósdáját egykor a világ közepének tartották, továbbá a sziklák közti szurdokban fakad a szent Kasztalia-forrás.
A Parnasszosz név etimológiailag a pregörög előnyelvből ered. A parna- szótő a hettita eredetű „ház” szóra vezethető vissza, a –sszosz utótag pedig szintén a hettita főnevek alanyesetére vezethető vissza, a görögben általában a helységnevek jelölésére szolgáló végződés.

## Parnasszosz a mitológiában

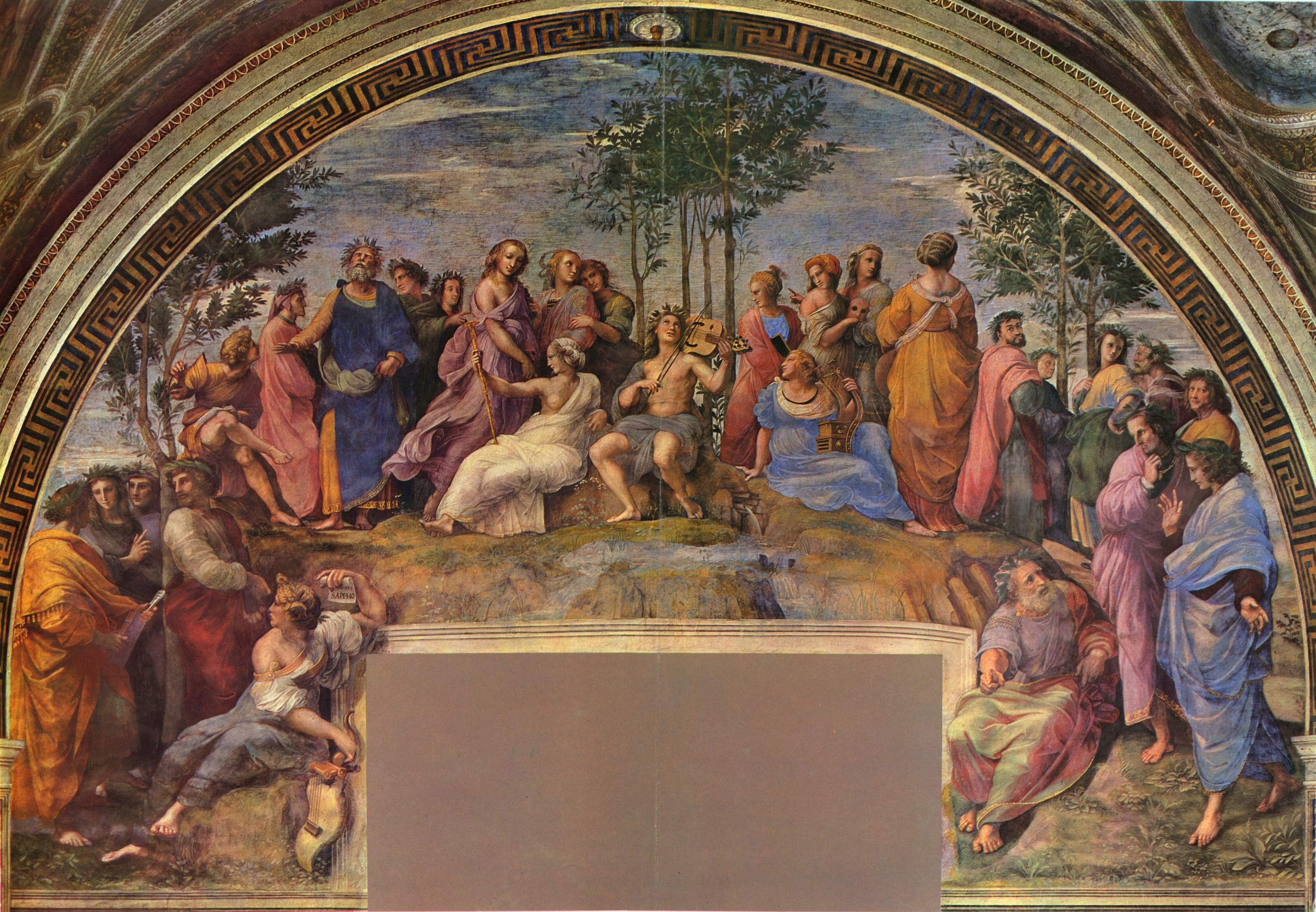
Raffaello: Parnasszosz

A Parnasszosz hegy névadója Kleodóra nimfa és Kleopomposz fia Parnasszosz, aki a hegy lábánál álló város vezetője volt. Egyszer a városra özönvíz-szerű esőzés zúdult és mindent elpusztított. A városlakók mindenüket hátrahagyva menekültek az áradás és a nyomukban üvöltve loholó farkasok elől, mind feljebb és feljebb a hegyre. A túlélők, Parnasszosz vezetésével új várost építettek itt, amelynek neve Likoreia (Lykoreia) azaz „farkasüvöltés” lett. (Ma a Parnasszosz legmagasabb csúcsának elnevezése: Likoreia vagy Likeri (2457m).)
A Parnasszoszhoz kötődik a görög mítoszok nagy vízözön-története is, amely szerint a megmenekülő Deukalión, Prométheusz fia, valamint felesége, Pürrha, a vizek apadásakor a Parnasszosz csúcsán kötöttek ki és itt teremtették meg az új emberiséget a Földanya csontjaiból, azaz a hátuk mögé dobált kövekből.
A legendák szerint itt küzdött meg Apollón a szörnyű Püthón kígyóval, majd miután megölte, a helyet saját kultusza szolgálatába állította. Mint ahogyan a delphoi jósda, a Parnasszosz-hegy is Apollón szent helye volt. Itt állt az ókori Görögország legnagyobb Apollón-temploma.
A hegyen fakad a költői ihlet forrásaként emlegetett Kasztalia-forrás, amely a Múzsák kedvelt tartózkodási helye, otthona volt – így a Parnasszosz lett a költészet, a zene és a tanulás bölcsője. (Megjegyzendő, hogy a hagyományok egy másik hegyet, a Helikón-hegyet is a Múzsák lakhelyeként tisztelik.)
- A Parnasszosz-hegy Oresztész kedvenc rejtekhelye volt.
- A Parnasszosz Dionüszosznak szentelt hegy volt, a mainaszok ceremóniáinak helyszine.
- A hegyoldalon található korikoszi-barlang a kecskelábú Pan és a Múzsák szentélye volt.
- A Parnasszosz adott otthont Bellerophontész szárnyas lovának, Pégaszosznak.

## Parnasszosz, mint metafora
A „Parnasszosz” irodalmi megjelenésében a szépség és a művészet eszményi helyszíne, a költészet otthona, a tökély és a halhatatlanság jelképe. Ezt tükrözik az ókorban itt megrendezett Parnasszoszi Játékok elnevezésű költészeti és szónoki versenyek. Navarrai Margit (1492–1549) irodalmi „szalonjának” elnevezése is Új Parnasszosz volt. „Ebben az értelemben választották elnevezésül az un. parnasszisták, az 1866–1876 között megjelenő Le Parnasse Contemporain versantológia-sorozat költői.” A reneszánszban az aranykor képzete fűződött a hegyhez. 
„Poéták, akik hajdan regéltek
az aranykorrul s boldog életrül,
talán Parnasszust álmodák helyének”
(Dante: Isteni Színjáték, Purgatórium, XXVIII. 139–142)
A modern élet alkotásaiban is rátalálunk, a Parnasszoszra, mint idilli helyre:
- Edward Albee Nem félünk a farkastól (Who's Afraid of Virginia Woolf) című művében.
- Christopher Morleytől ered a mozgó könyvesboltok új elnevezése – „Parnasszosz kerekeken”.
- Párizs művésznegyedének neve, a Montparnasse is az ihletetet adó, múzsák lakta helyet idézi.

## A Parnasszosz ma
Ma a hegy lejtőin két síközpontot is találunk – Kellaria és Fterolakka – amelyek együtt Görögország legnagyobb sí-régióját  alkotják. A Parnasszosz-hegység gazdag bauxitlelőhely.